# دالي ديفون
دالي ديفون هو سياسي أمريكي، ولد في 25 يوليو 1958. نشط حزبياً في الحزب الجمهوري. وقد انتخب عضو مجلس نواب إنديانا ‏.